# Kim Jong-tae
Kim Jong-tae est un homme politique sud-coréen, mort en 1969.
Kim Jong-tae a été un des dirigeants du comité préparatoire pour la fondation du Parti révolutionnaire pour la réunification (PRR, aujourd'hui le Front démocratique national anti-impérialiste), constitué en 1964 à Séoul. Organisation révolutionnaire clandestine, le PRR a fondé ses activités sur les idées du Juche définies par le président nord-coréen Kim Il-sung, en vue de la réunification de la Corée.
En 1966, Kim Jong-tae a créé le comité du PRR à Séoul.
Arrêté en 1968, Kim Jong-tae a été exécuté en 1969. La principale entreprise nord-coréenne de productions de locomotives électriques porte aujourd'hui son nom.